# Чемпионат мира по современному пятиборью 1978
XXIII Чемпионат мира по современному пятиборью среди мужчин 1978 года прошёл с 19 по 23 августа 1978 года в городе Йёнчёпинг,  Швеция.
Жители Йёнчёпинга принимали пятиборцев в 1967 году и теперь им вновь представилась возможность быть свидетелями захватывающих поединков сильнейших пятиборцев мира.
59 спортсменов из 24 стран прибыли на чемпионат. Одновременно здесь проходили соревнования юниоров (62 спортсмена). Также 23 представительницы «слабого пола» по пятиборью разыграли Кубок мира.
По меньшей мере шесть команд претендовало на призовые места, в их числе и команда Швеции, которая в предыдущем олимпийском цикле, в том числе и на XXI Олимпиаде, лишь один раз попала в первую шестёрку. Теперь в надежде на опытных пятиборцев Л. Петерсена, Б. Лагера, (третий номер—дебютант Дж. Христенсен), а также на помощь «родных стен» хозяева хотели показать, что способны на большее.
Среди участников: чемпион Олимпийских игр в Монреале поляк Януш Печак, «золотые» призёры XXI Олимпиады в командном зачёте англичане Паркер и Найтингел, бронзовый призёр в командном первенстве венгр Шашич и другие популярные пятиборцы.
Советскую команду вновь возглавил трёхкратный чемпион мира П. Леднёв, принявший было решение закончить спортивную карьеру. Он прервал тренировки и не стартовал на личном чемпионате СССР, но, поддавшись на уговоры не торопиться с уходом из большого спорта, восстановил спортивную форму и стал во главе команды Советского Союза.
Накануне соревнований прошёл очередной Конгресс УИПМБ, обсудивший предложение венгерской Федерации пятиборья об изменениях в порядке старта участников чемпионата 1979 года и апробации его национальными федерациями, с тем чтобы в 1980 году принять окончательное решение по этому вопросу. Суть в том, что после первых двух видов программы очерёдность выступления того или иного спортсмена будет зависеть от места, которое он занимает. Сильнейшие выходят на старт в последнюю очередь. По этому же принципу будут комплектоваться составы участников после стрельбы, плавания и определяться графики выхода на дистанцию кросса—с интервалом в 1 минуту.
Национальные федерации приняли к сведению эти рекомендации, отразившие поиски оптимальных форм организации и повышения зрелищности соревнований по пятиборью, хотя не все разделяли это новшество.

## Верховая езда
Первый день не принёс сенсаций. Успешно закончили дистанцию конного кросса пятиборцы США, набрав в сумме 3210 очков, что обеспечило команде 1-е место. Поляки, имея 3170 очков, были вторыми, австрийцы с 3166 очками третьими.
Крупная неудача постигла капитана венгерской команды Сомбатхейи, который с трудом набрал 672 очка. Лошадь испугалась и не хотела подчиниться воле всадника. Около полутора минут потребовалось спортсмену, чтобы укротить её и довести до финиша. Затем на этой же лошади советский спортсмен Тарев добыл 738 очков. Второй номер советской команды дебютант Булгаков показал 980 очков. В личном зачёте 1-е место занял австриец Лидерер, 2-е француз Фур, 3-е американец Гленеск. Лидеры польской и советской сборных Печак и Леднёв поделили 4-е—5-е места.

## Стрельба
Стрельба преподнесла ряд неожиданностей, без которых редко обходится любое крупное соревнование. Заслуженный тренер СССР Олег Хапланов усматривает в этом своеобразную привлекательность пятиборья. Он считает, что если бы не было замысловатых зигзагов, взлётов одних пятиборцев, падений других, то современное пятиборье потеряло бы половину своей прелести.
Первая неожиданность — 23-летний итальянец Масала все пули положил в «десятку» — 200 очков из 200 возможных. Это триумф, радость, восторг. Вторая — драматическая. Олимпийский чемпион Печак выбивает 189 очков, что по таблице оценок 890 очков, 34-е место в турнирной таблице. По его собственному признанию, со времён Мюнхенской олимпиады он так плохо не стрелял. Такого результата от Печака никто не ожидал. Специалисты в недоумении: если бы он споткнулся в конкуре — понятно: может попасться не лучшая лошадь. Но тут провал на ровном месте—в стрельбе, где у каждого опытного спортсмена есть предел, ниже которого он при любых обстоятельствах не опускается. Так вот, Печак опустился ниже этого предела.
Леднёв, Булгаков и Тарев продемонстрировали настоящие бойцовские качества. Каждый выбил по 196 очков, равных 1044 очкам по оценочной таблице. Итоги третьего дня: в личном зачёте 1-й Масала (Италия), 2-й Шашич (Венгрия), 3-й Проспери (Италия). В командном зачёте 1-е место заняла сборная Венгрии, 2-е— СССР, 3-е—Италии.
По сумме трёх дней в личном первенстве продолжал лидировать Адам (Чехословакия), Леднёв (СССР) шёл вторым с отставанием от лидера на 183 очка, Печак (Польша) занимал 7-е место, отставая на 189 очков.

## Плавание
Плавание выиграл поляк Пацельт. Он проплыл дистанцию за 3 мин 17,5 с. Второе место занял американец Гленеск. Его результат 3 мин 18,5 с. На 3-м — швед Христенсен, показавший 3 мин 19,5 с. Победа Пацельта внесла решающий вклад в очковый баланс команды Польши, которая как в плавании, так и по итогам четырёх дней заняла 1-е место. Чехословацкий спортсмен Адам в плавании показал 43-й результат и отступил с 1-й на 5-ю ступень после четырёх видов. А возглавил турнирную таблицу Леднёв, за ним Масала, Булгаков, Пацельт. Замыкал шестёрку венгр Шашич. Печак был только десятым. В командном зачёте после Польши следовали команды ФРГ, СССР. Четвёртое и пятое места занимали команды Венгрии и США.

## Бег
В последний день соревнований на легкоатлетической трассе острая борьба развернулась между Леднёвым, Масалой и Печаком, которую подробно описал В. Ровчан. Леднёв стартовал первым. Таковы были правила соревнований — участники уходили на дистанцию в соответствии с занятыми после четырёх видов программы местами. Для Лидера — это самое невыгодное положение, но правила есть правила. За Леднёвым меньше чем через минуту стартовал Масала. В свою очередь на трассе появился Печак, которого специалисты оценивали как одного из сильнейших в этом виде и потому единственного соперника Леднёва. Чтобы обогнать лидера, Печаку нужно было пробежать дистанцию на 45 секунд быстрее. Но уже после первого километра он сократил этот разрыв на 12 секунд, а когда остались 1500 метров приблизился к Леднёву на 18 секунд. «До финиша метров пятьсот. Оба бегуна появляются перед зрителями. Леднёв бежит легко, красиво и потихоньку отдаляется от преследователя. Печаку становится окончательно ясно — не догнать!»

## Итговые результаты
Таким образом, Леднёв в четвёртый раз становится чемпионом мира, продемонстрировав высокий уровень мастерства и прочности духа, убедительно подтвердив, что с уходом из большого спорта надо повременить. Второе место в личном зачёте занял Печак (Польша), 3-е Гленеск (США), 4-е Масала (Италия), 5-е Кюн (ФРГ), 6-е Шашич (Венгрия). В командном первенстве победила сборная Польши, на 2-м команда ФРГ, на 3-м СССР, на 4-м — США, на 5-м — Венгрии, на 6-м — Италии.